# David Ancillon (1670-1723)
Pour les articles homonymes, voir David Ancillon et Ancillon.
David Ancillon (Metz, 1670 - Berlin, 1723) est un pasteur et aventurier allemand.

## Biographie
Fils de David Ancillon (1617-1692) et frère de Charles Ancillon, David Ancillon dit le jeune naît à Metz le 22 février 1670. Il étudie à Genève à partir de 1684, puis à Francfort-sur-l'Oder, avant d'être reçu pasteur en 1689, et de succéder à son père comme ministre ordinaire de l'église française de Berlin. Frédéric II lui confie plusieurs missions en Hollande et en Suisse et le récompense en lui décernant le titre de chapelain de la cour en 1707. Déguisé en officier prussien, il accomplit encore, sous le nom de Saint-Julien, une mission secrète en Pologne en 1709.
En 1700, il est envoyé du Brandebourg à Londres.
David Ancillon le jeune décède à Berlin le 16 novembre 1723.